# Shizilu (socken i Kina, Henan)
Shizilu (kinesiska: 十字路, 十字路乡) är en socken i Kina. Den ligger i provinsen Henan, i den centrala delen av landet, omkring 200 kilometer sydost om provinshuvudstaden Zhengzhou. Antalet invånare är 25 749. Befolkningen består av 13 358 kvinnor och 12 391 män. Barn under 15 år utgör 26,0 %, vuxna 15-64 år 60 %, och äldre över 65 år 12,0 %.
Genomsnittlig årsnederbörd är 992 millimeter. Den regnigaste månaden är augusti, med i genomsnitt 206 mm nederbörd, och den torraste är januari, med 11 mm nederbörd.